# Theo van Boven
Theodoor Cornelis van Boven, més conegut com a Theo van Boven, (Voorburg, 26 de maig de 1934) és un jurista i professor universitari neerlandès.

## Trajectòria
Boven es va llicenciar i doctorar en dret a la Universitat de Leiden i es va graduar en un màster de dret comparat a la Universitat Metodista del Sud, a la ciutat estatunidenca de Dallas. Més enllà dels estudis, la seva trajectòria acadèmica el va portar a impartir lliçons a la universitat fins al punt d'haver estat investit professor emèrit de dret internacional per la Universitat de Maastricht.
Entre 1977 i 1982 va ser nomenat director de la Divisió de Drets Humans de l'Organització de les Nacions Unides, precursora de l'Oficina de Drets Humans de l'ONU. Entre 1986 i 1991 va ser el relator especial de les Nacions Unides sobre el dret a la reparació de les víctimes de violacions greus dels drets humans i, entre 2001 i 2004, relator especial sobre la tortura. També és membre de la Comissió Internacional de Juristes. Entre febrer i desembre de 1994 va ser el primer registrador del Tribunal Penal Internacional per a l'antiga Iugoslàvia. Entre 1995 i 2016 va ser membre del jurat del Premi Internacional de Drets Humans de Nuremberg.
El 16 de desembre de 2005, l'Assemblea General de les Nacions Unides va adoptar la resolució 60/147, també coneguda com dels «Principis bàsics i directrius sobre el dret a la solució i la reparació per a les víctimes de violacions greus dels drets humans i de violacions serioses del dret internacional humanitari». Aquests principis es van inspirar en gran part de l'obra de Van Boven i Cherif Bassiouni, de manera que es coneixen com els principis de Van Boven/Bassiouni. El novembre de 2009 se'l va investir doctor honoris causa per la Universitat de Buenos Aires. Ha manifestat el seu suport a la campanya per a l'establiment d'una Assemblea Parlamentària de les Nacions Unides, una organització que defensa la reforma democràtica a les Nacions Unides i la creació d'un sistema polític internacional més responsable.

### Tortura a Espanya
Entre 5 i el 10 d'octubre de 2003, durant el seu mandat com a relator especial sobre la tortura, va viatjar a l'Estat espanyol i es va reunir amb funcionaris del govern espanyol, representants de la societat civil i víctimes i familiars de casos esgrimits com de tortura. La missió diplomàtica va venir motivada per la necessitat d'investigar el gran nombre de denúncies sobre abusos i maltractaments que cometien les forces d'ordre públic. El 2002, en un informe previ, va recopilar fins a 110 denúncies realitzades de bona fe contra males pràctiques de la Policia espanyola i la Guàrdia Civil espanyola, i en menor grau, l'Ertzaintza i els Mossos d'Esquadra.
Un any després de la visita, el 27 d'octubre de 2004, va denunciar davant l'Assemblea General de les Nacions Unides que «la tortura succeeix en molts llocs, inclosa Europa, relacionada amb qüestions d'autodeterminació com el País Basc a Espanya o els kurds a Turquia». Anteriorment, el 31 de març de 2004, ja va manifestar l'ús d'aquesta pràctica delictiva davant de la Comissió de Drets Humans de les Nacions Unides, circumscrita majoritàriament a membres o simpatitzants del grup armat independentista basc Euskadi Ta Askatasuna (ETA), que havien estat privats de son, asfixiats amb bosses de plàstic i sotmesos a tractes humiliants. En el torn de rèplica, l'ambaixador d'Espanya, Joaquín Pérez-Villanueva Tovar, va expressar que els casos aïllats d'aquests tipus d'abusos, comesos per algun membre de les forces de seguretat o cos de funcionaris, s'havien presentat davant dels tribunals de justícia.

### Premis i reconeixements
L'any 1982 se li va atorgar el premi Louise Weiss a Estrasburg; el 1985, el premi Right Livelihood Award a Estocolm per «parlar sobre l'abús dels drets humans sense por ni favor a la comunitat internacional»; el 1996, l'associació International Service for Human Rights el va premiar a Ginebra amb el Premi dels Drets humans; el 2001, va rebre la medalla Clara Wichman; el 2004, el premi Wateler de la Pau i, el 2013, el Premi Llum de la Veritat.
També se li van lliurar condecoracions honorífiques, com ara el títol de comandant de l'Orde d'Orange-Nassau, el 1999 a Maastricht; comandant de l'Orde de Bernardo O'Higgins, el 2007 a Santiago de Xile; i comandant de l'Orde del Libertador San Martín, el 2009 a Buenos Aires.

## Documental
L'any 2016 va ser el protagonista de la pel·lícula Els subversius, un documental centrat en la seva feina com a director d'assumptes de Drets Humans de l'ONU de finals dels anys 1970 i principis dels 1980. En el reportatge cinematogràfica s'explica el seu compromís amb els milers de desapareguts i refugiats, les seves accions contra les dictadures militars i el seu enfrontament amb el secretari general de l'ONU, Javier Pérez de Cuéllar.